# Catarina de Foix, infanta de Navarra
Catarina de Foix e Trastâmara (1460 - 1494) Infanta de Navarra e filha de Leonor I de Navarra e do conde Gastão IV de Foix.
Casada em 1469 com Gastão II de Foix (1440 - 1500), conde de Candale e de Bénauges. Desta união nasceram:
- Gastão de Foix (? - 1536), sucessor de seu pai com o nome de Gastão III;
- Ana de Foix (1480 - 1506), casada com Vladislau II da Boêmia e VII da Hungria.